# Provincia di Masbate
Masbate è una provincia della regione di Bicol nelle Filippine centrali. Il suo capoluogo è Masbate.
La provincia di Masbate, indipendente dalla provincia di Sorsogon dal 1917, ha una vocazione essenzialmente agricola (mais e riso le produzioni più significative). È la più meridionale delle province che fanno capo alla macroregione di Luzon e la sua cultura e le sue tradizioni risentono moltissimo dell'influenza delle vicine Visayas.

## Geografia fisica
La provincia è formata da tre isole principali: Masbate, la più grande e popolosa, avente la forma di una punta di freccia rivolta verso nord (3.296 km², 435.200 abitanti), e le due minori, Burias (424 km², 76.400 ab.) e Ticao (334 km², 72.900 ab.).

## Geografia antropica

### Suddivisioni amministrative
La provincia di Masbate comprende una città e 20 municipalità.

#### Città
- Masbate

#### Municipalità
- Aroroy
- Baleno
- Balud
- Batuan
- Cataingan
- Cawayan
- Claveria
- Dimasalang
- Esperanza
- Mandaon

- Milagros
- Mobo
- Monreal
- Palanas
- Pio V. Corpuz
- Placer
- San Fernando
- San Jacinto
- San Pascual
- Uson